# Arma de arremesso
Uma arma de arremesso é uma arma que pode ser disparada em direção ao alvo ou ainda capaz de disparar projéteis.

## Descrição
Essas armas são antigas, e não se sabe ao certo de onde vieram. Foram achadas várias armas entre vários estilos, o bumerangue e o kylie, um estilo de bumerangue, mais aberto que não voltam pra quem o jogou, que também era feito de madeira como o bumerangue. Os estudiosos e os escavadores descobriram um kylie de chifres de mamute. Dessa maneira os índios desenvolveram o kylie e, formaram bumerangues. Os índios também fizeram o arco e flecha, que tinha na parte de trás um fibra elástica que era presa em um base parecida com a letra C e flecha colocada na fibra era impulsionada para frente, com uma ponta bem afiada atingia o inimigo ou caça. A zarabatana era uma arma de sopro, um tubo com buraco e dentro dele existia algo que machucasse quem eles queriam atingir. Também há vestígios do uso de estilingue e da funda entre os povos antigos.